# Геттінгенський університет
Геттінгенський університет імені Георга Августа (нім. Georg-August-Universität Göttingen) — заклад вищої освіти в місті Геттінген у Німеччині. Вважається одним із найпрестижніших у країні та світі. Він входить до європейської асоціації Коїмбрська група та до об'єднання найбільших університетів Німеччини German U15.
Заснований у 1734 р. англійським королем Георгом II, відкритий у 1737 р.
При зазначеному університеті діє Геттінгенська академія наук.

## Заснування
У 1734 р. Георг II, король Великої Британії та курфюрст Ганновера, віддав наказ своєму прем'єр-міністрові Ґерлахові Адольфу фон Мюнхгаузену заснувати в Геттінгені університет, щоб в епоху європейського Просвітництва нести у життя ідеї академічної свободи. Заснований університет спочатку мав чотири класичні факультети: теології, права, філософії та медицини.

## Сьогодення
На сьогодні університет складається з 13 факультетів. У ньому навчається приблизно 24 тис. студентів. В університеті працює понад 2500 викладачів і наукових співробітників, яким допомагає технічний та адміністративний персонал чисельністю понад 10 тис. осіб. Розширення університету в післявоєнну добу призвело до розбудови нового університетського містечка на околицях міста. Архітектура старого університету досі збереглася в Auditorium Maximum (1826/1865) та Великій залі (1835/1837), розташованих на Вільгельмсплатц.
Міжнародна репутація університету стала результатом плідної праці численних визначних науковців, на честь котрих у місті встановлено чимало статуй, відкрито меморіальні дошки. Сорок п'ять лауреатів Нобелівської премії, які навчалися або викладали тут, визначні особи з колишніх студентів заслужено здобули для університету місце в історії.
Понад 100 років існує традиція цілувати жіночу скульптуру на фонтані «Гусятниця Ліза». За традицією кожен студент, який отримав докторський ступінь, повинен поцілувати Лізу.

## Відомі викладачі та студенти
Докладніше див.: Категорія:Випускники Геттінгенського університету.

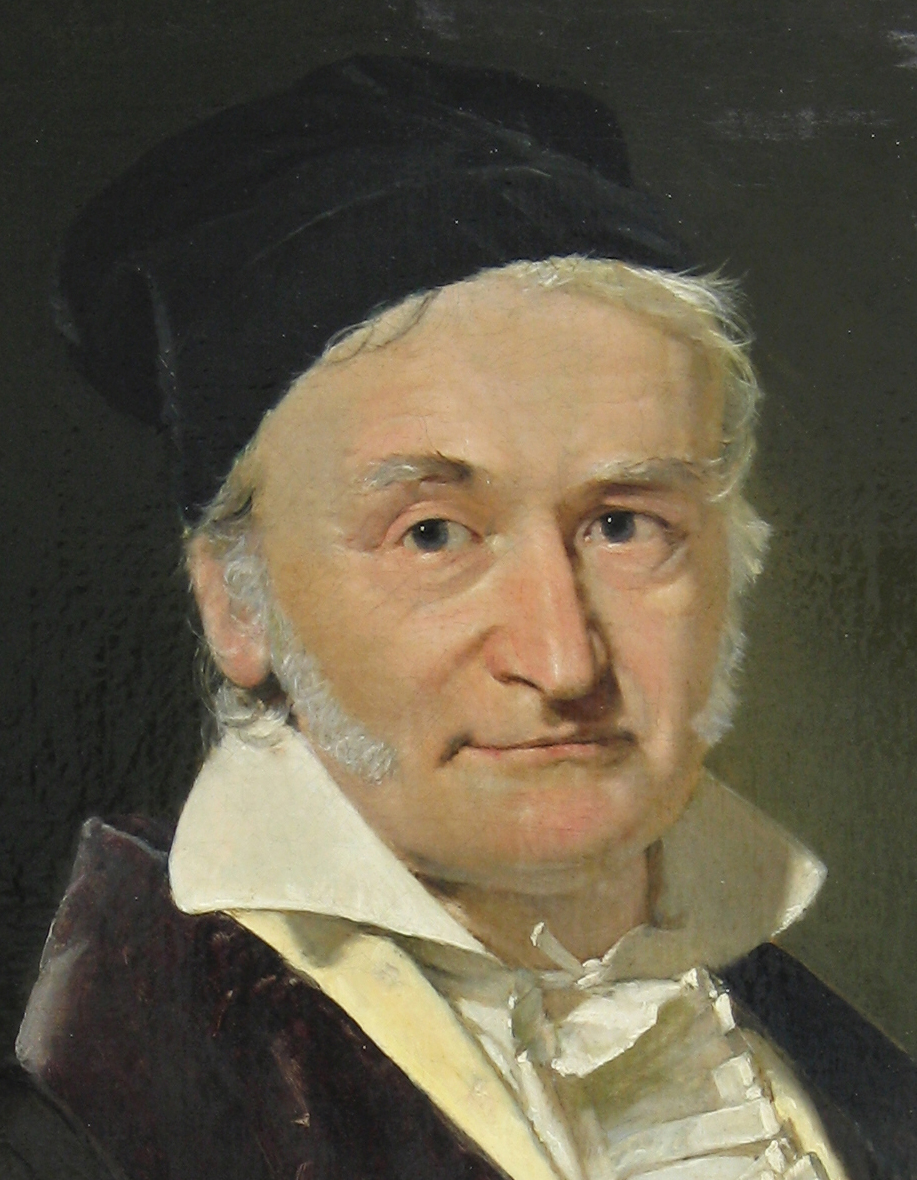
Карл Гаусс, математик
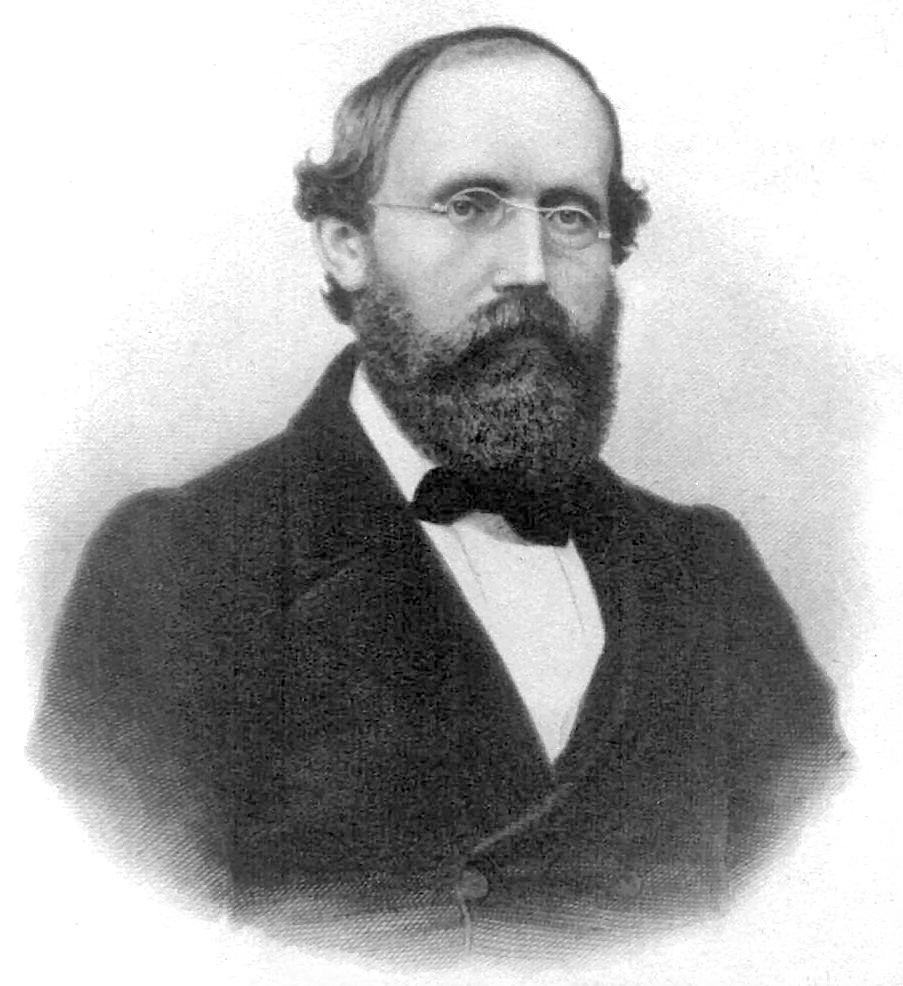
Бернгард Ріман, математик
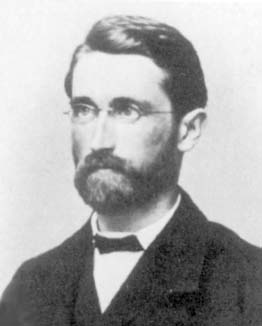
Ріхард Дедекінд, математик
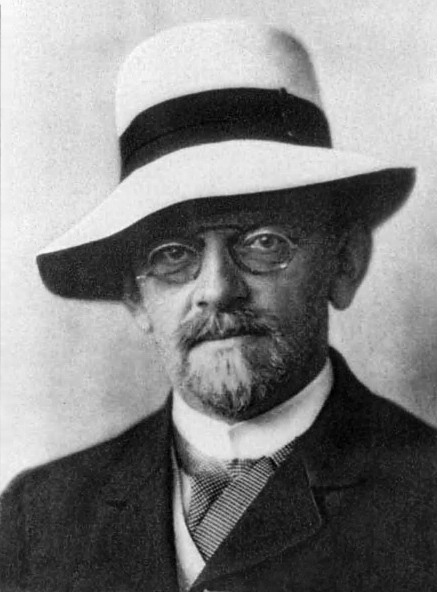
Давид Гільберт, математик
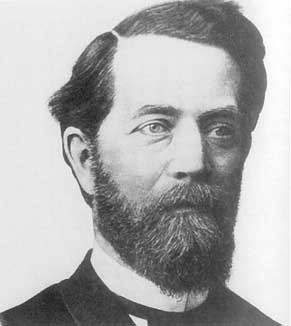
Фелікс Кляйн, математик
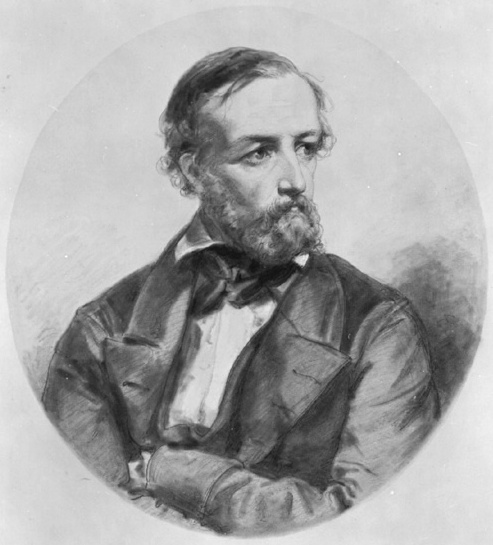
Йоганн Діріхле, математик
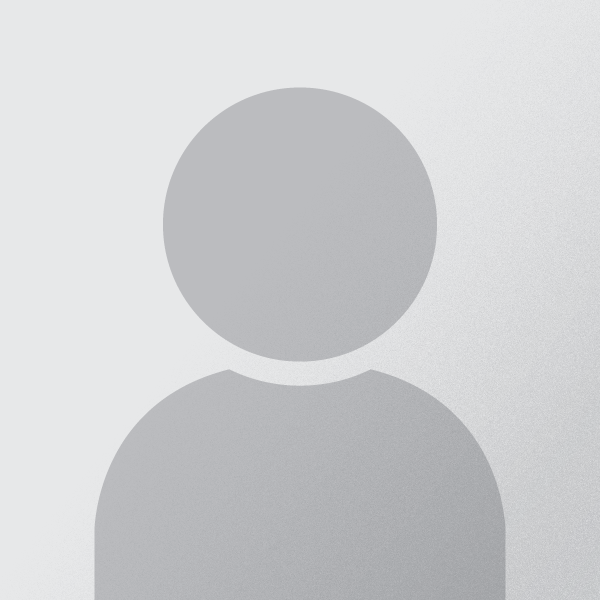
Крістоф Гудерман, математик
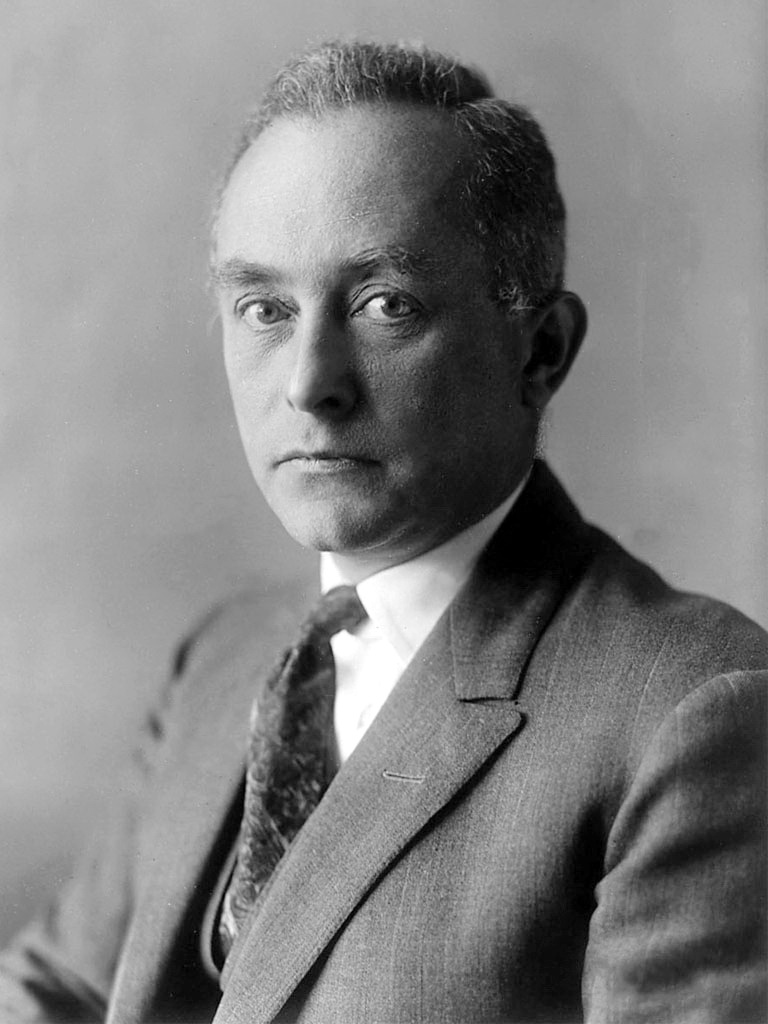
Макс Борн, фізик
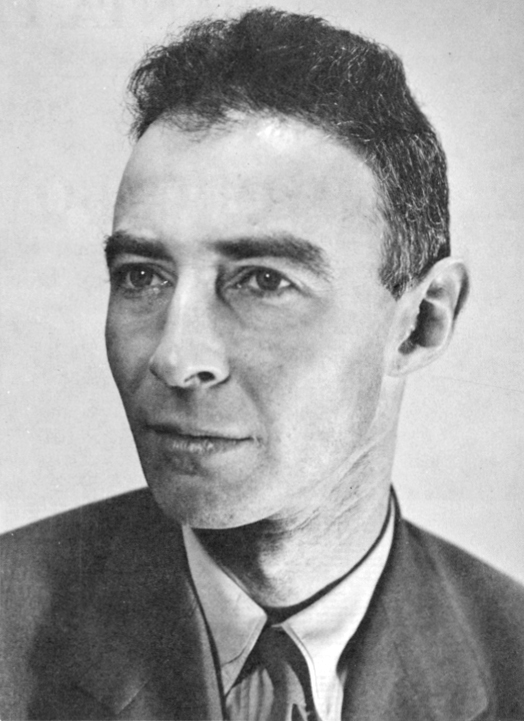
Роберт Оппенгеймер, фізик
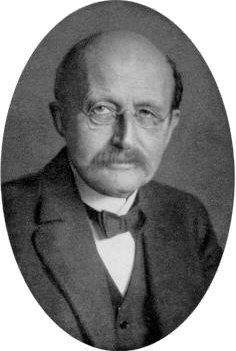
Макс Планк, фізик
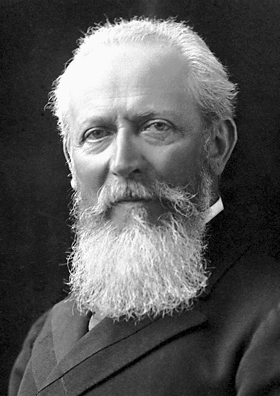
Отто Валлах, хімік
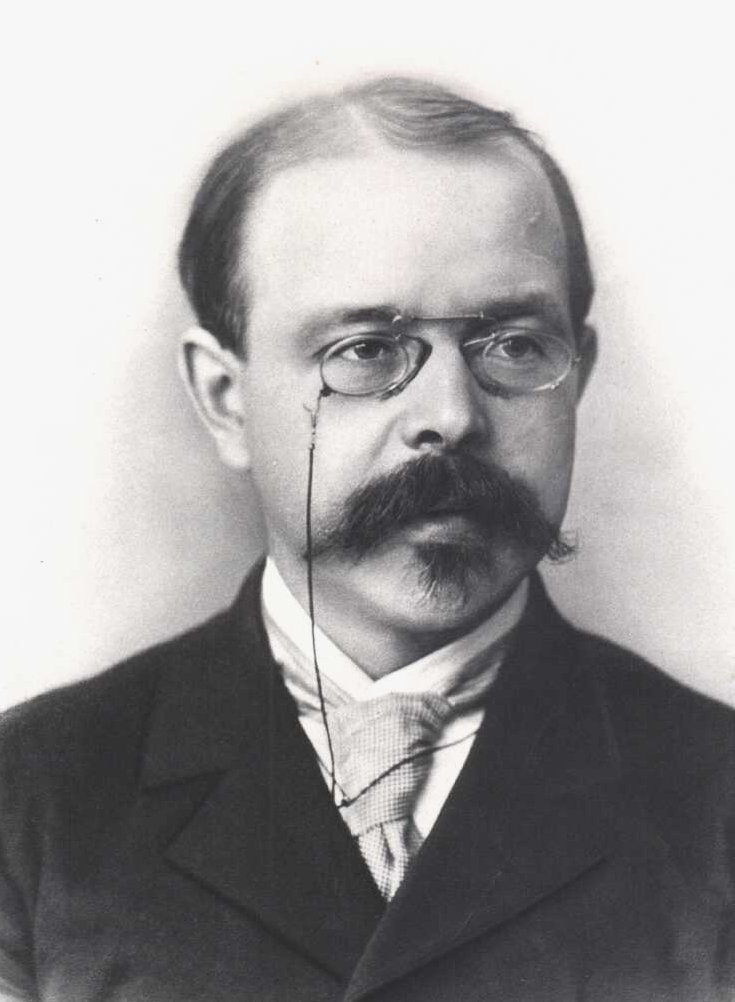
Вальтер Нернст, хімік
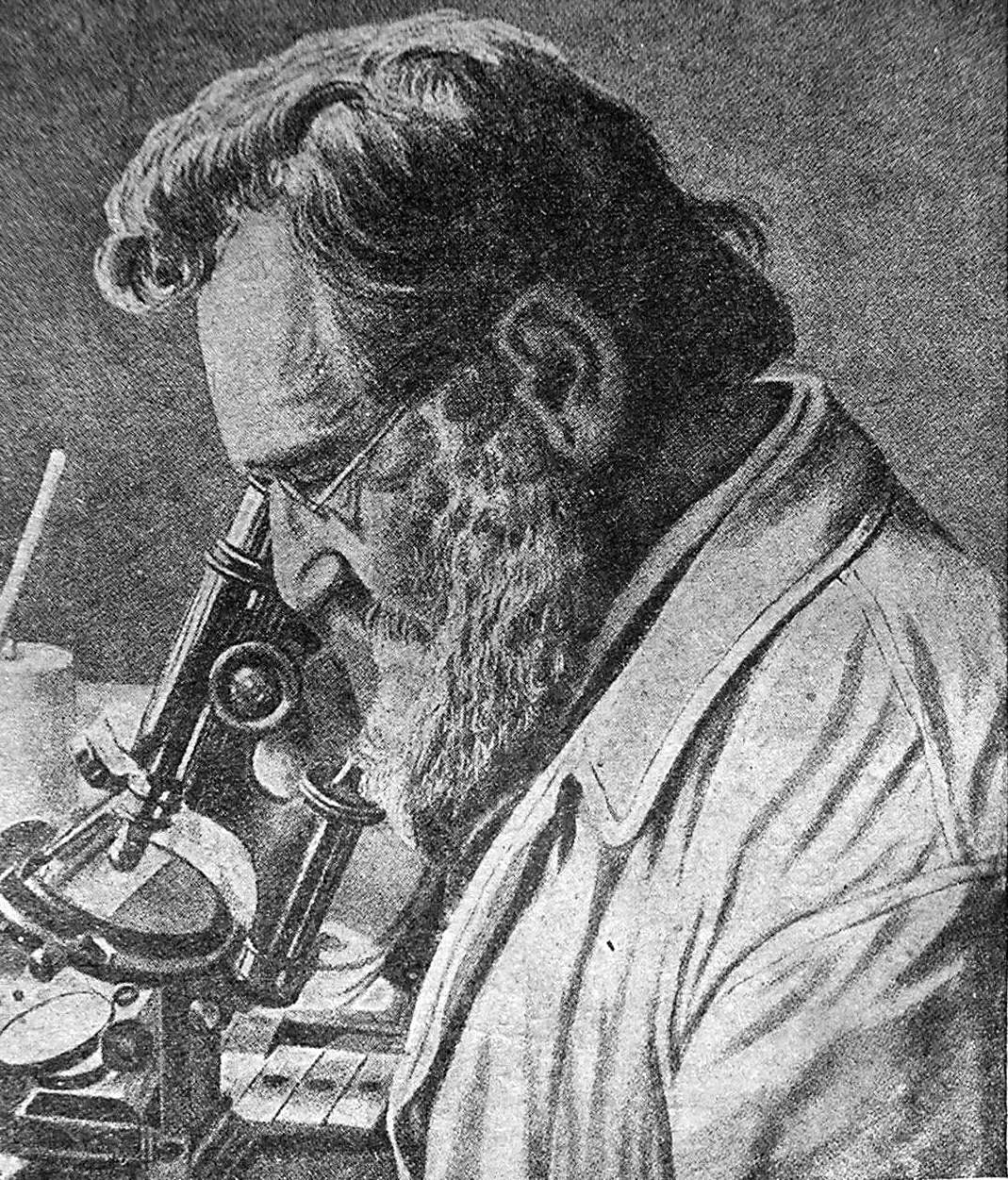
Мечников Ілля Ілліч, медик
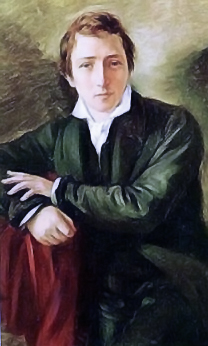
Генріх Гейне, поет
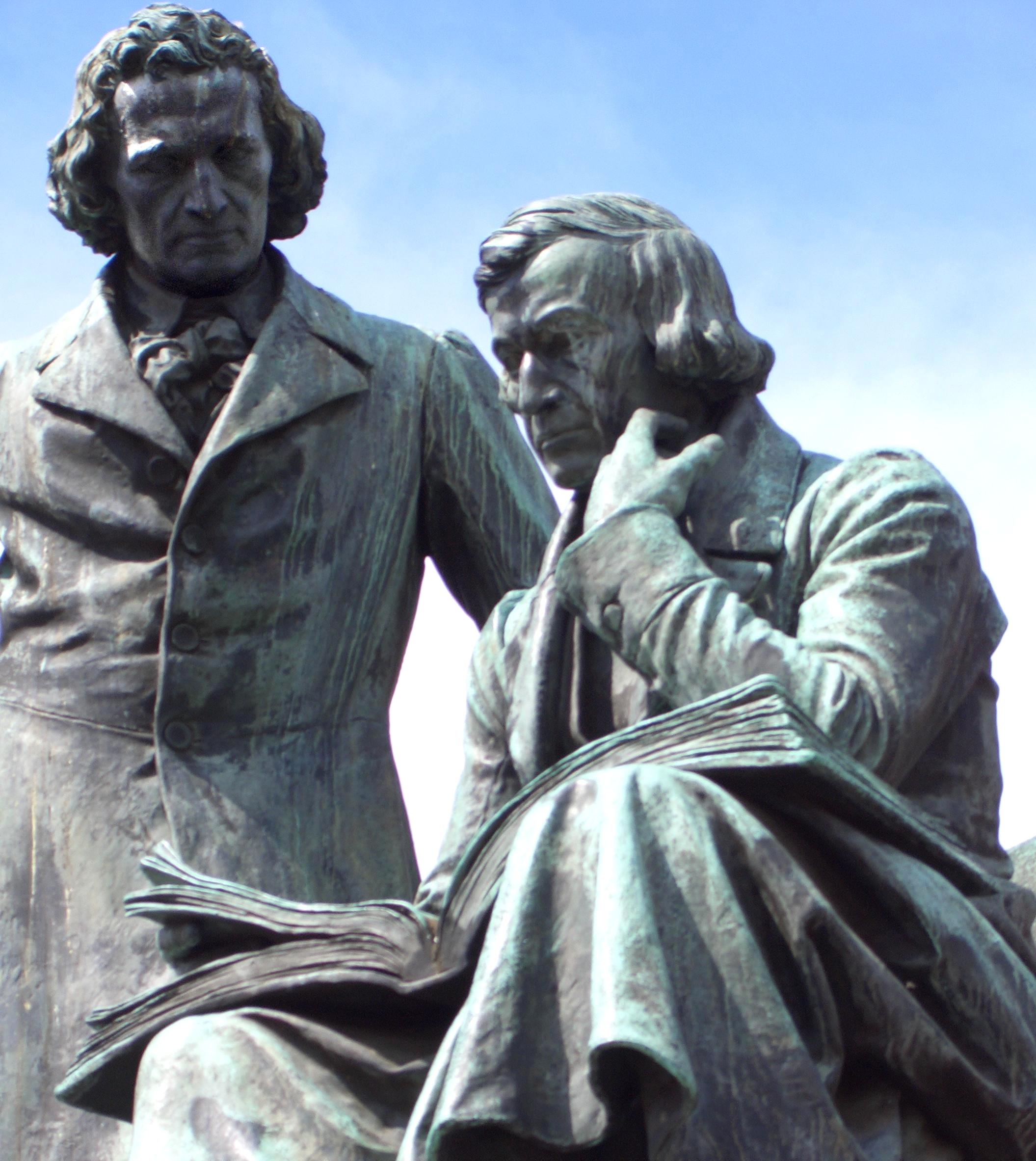
Брати Грімм, письменники
Артур Шопенгауер, філософ
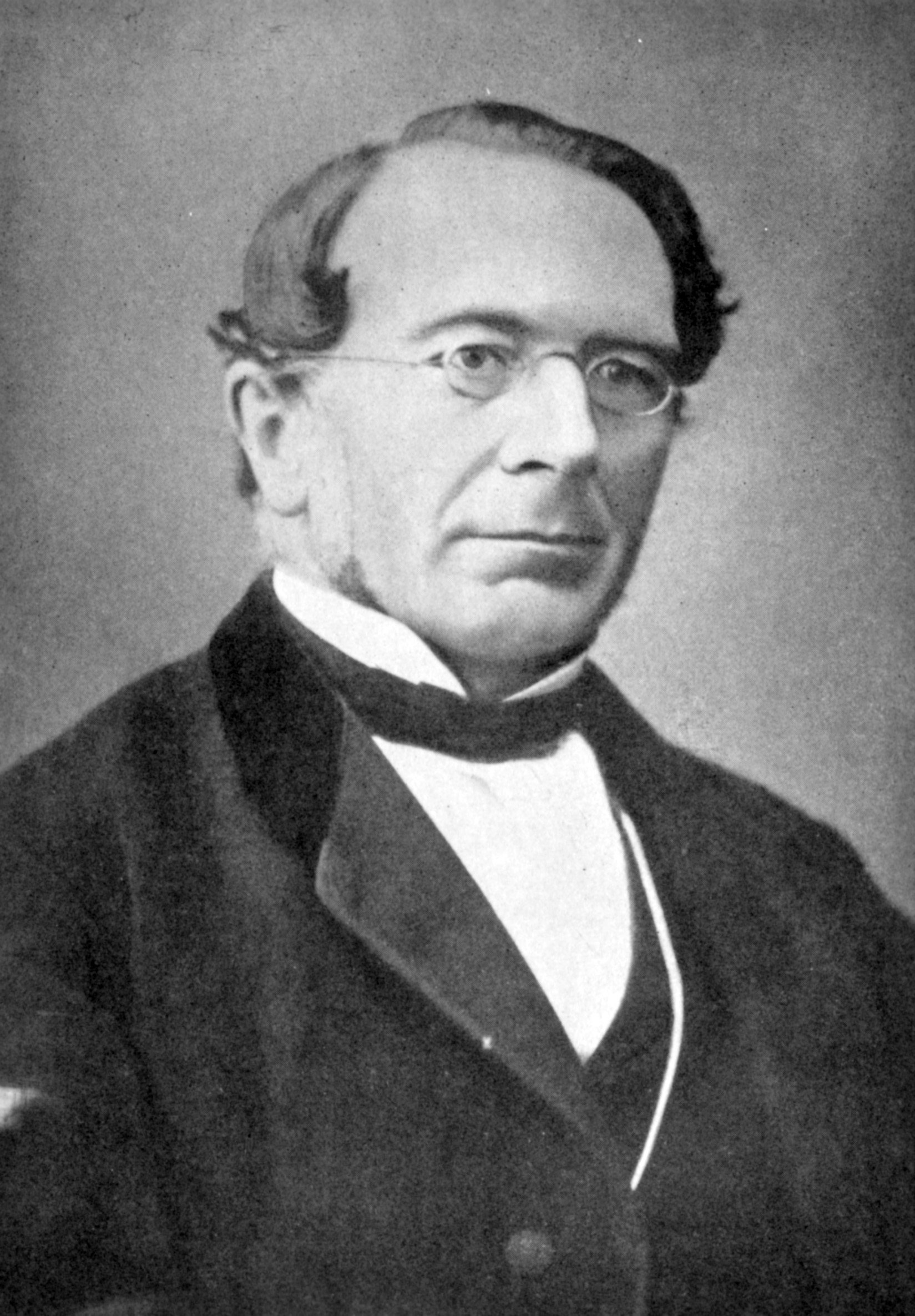
Рудольф фон Єринг, юрист
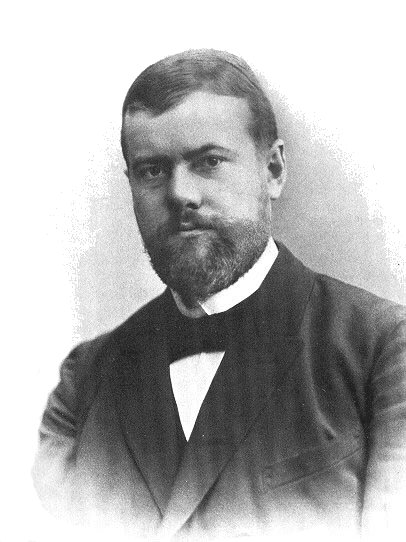
Макс Вебер, соціолог
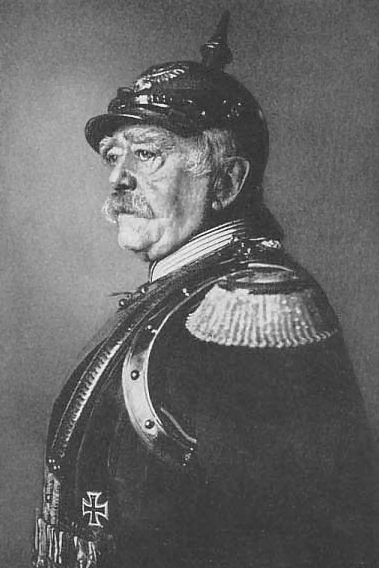
Отто фон Бісмарк, канцлер Німеччини (1871—1890)
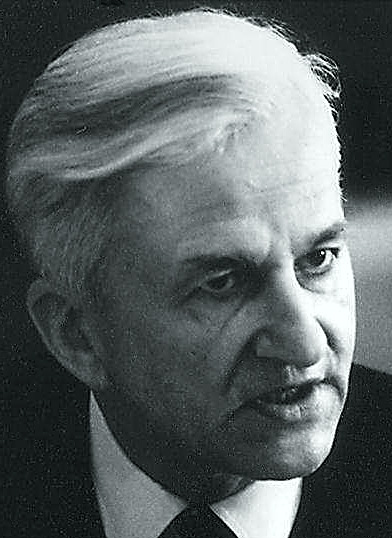
Ріхард фон Вайцзекер, президент Німеччини (1984—1994)
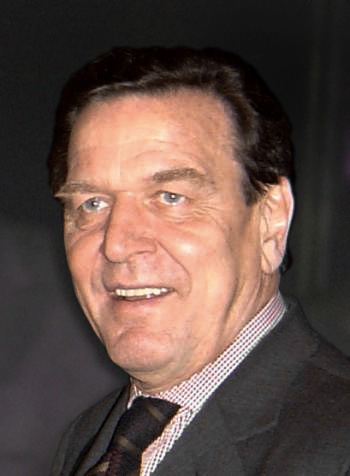
Герхард Шредер, канцлер Німеччини (1998—2005)
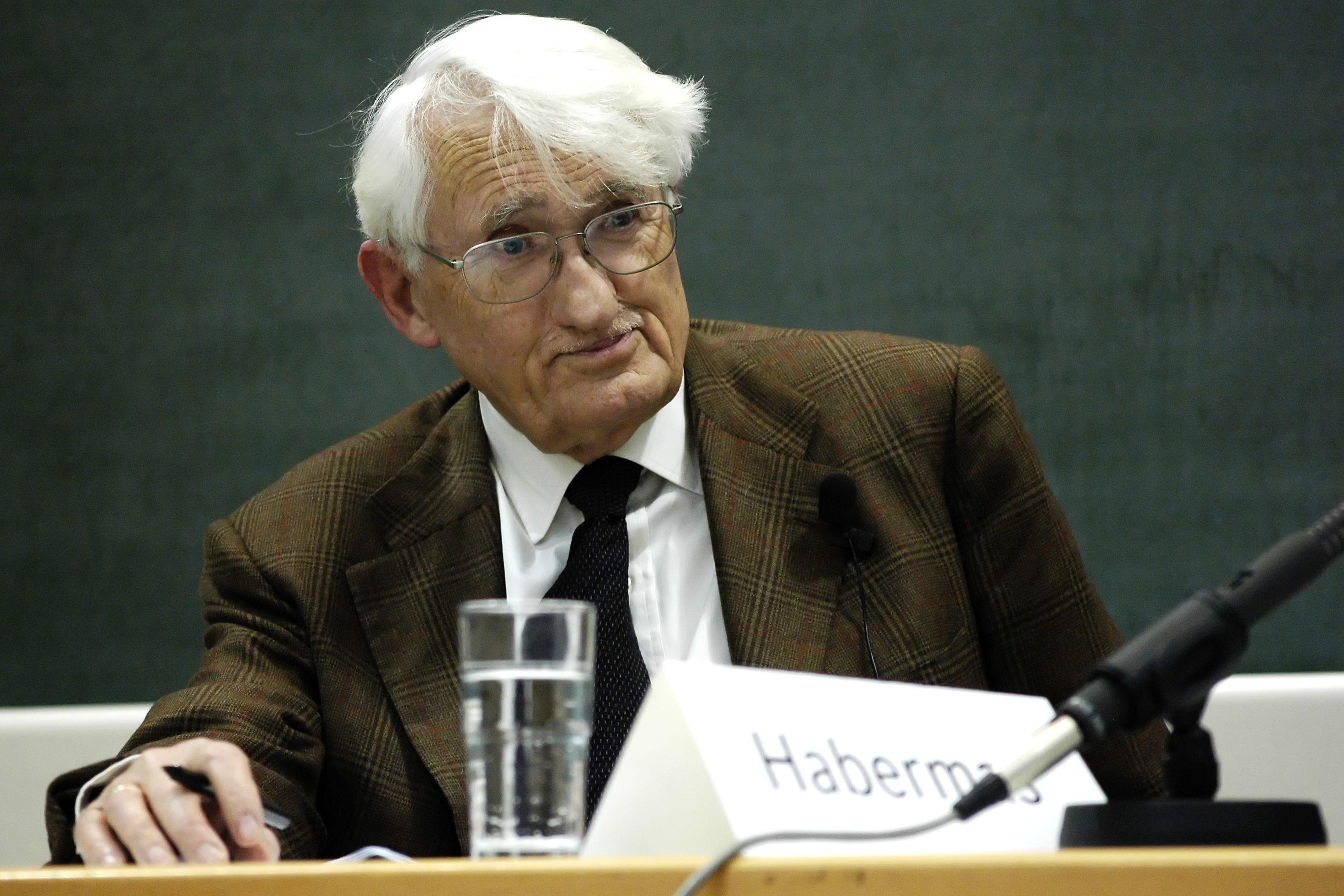
Юрґен Габермас, соціолог